# San Francesco del Deserto

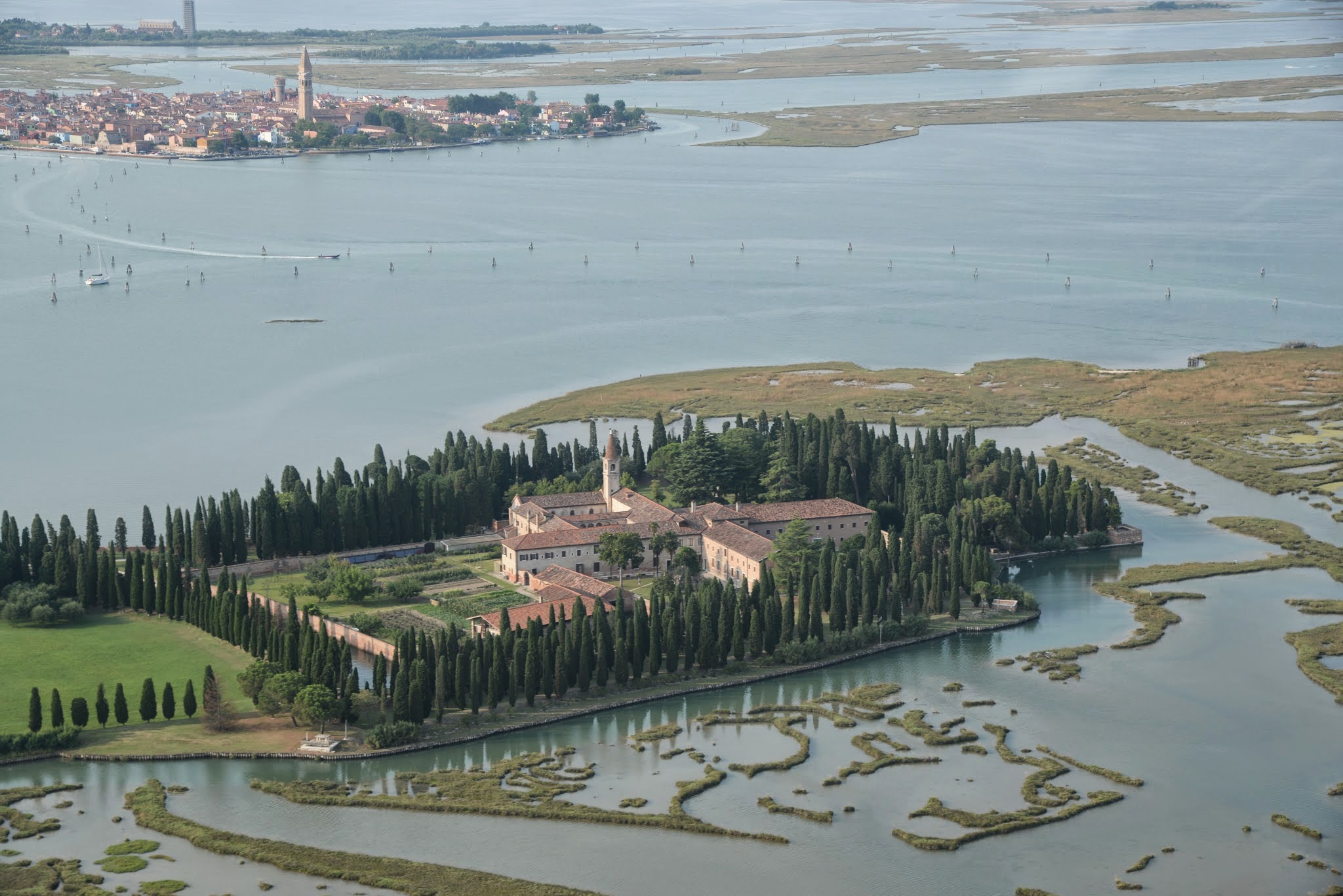
San Francesco del Deserto nabij Venetië

San Francesco del Deserto is een eiland in de lagune van Venetië, in de Noord-Italiaanse regio Veneto. Er staat sinds 1233 een klooster van minderbroeders of franciscanen, met dezelfde naam. Het eiland is in diameter 300 meter op 170 meter. Er is geen openbaar vervoer naar het eiland; enkel private boten leggen er aan.

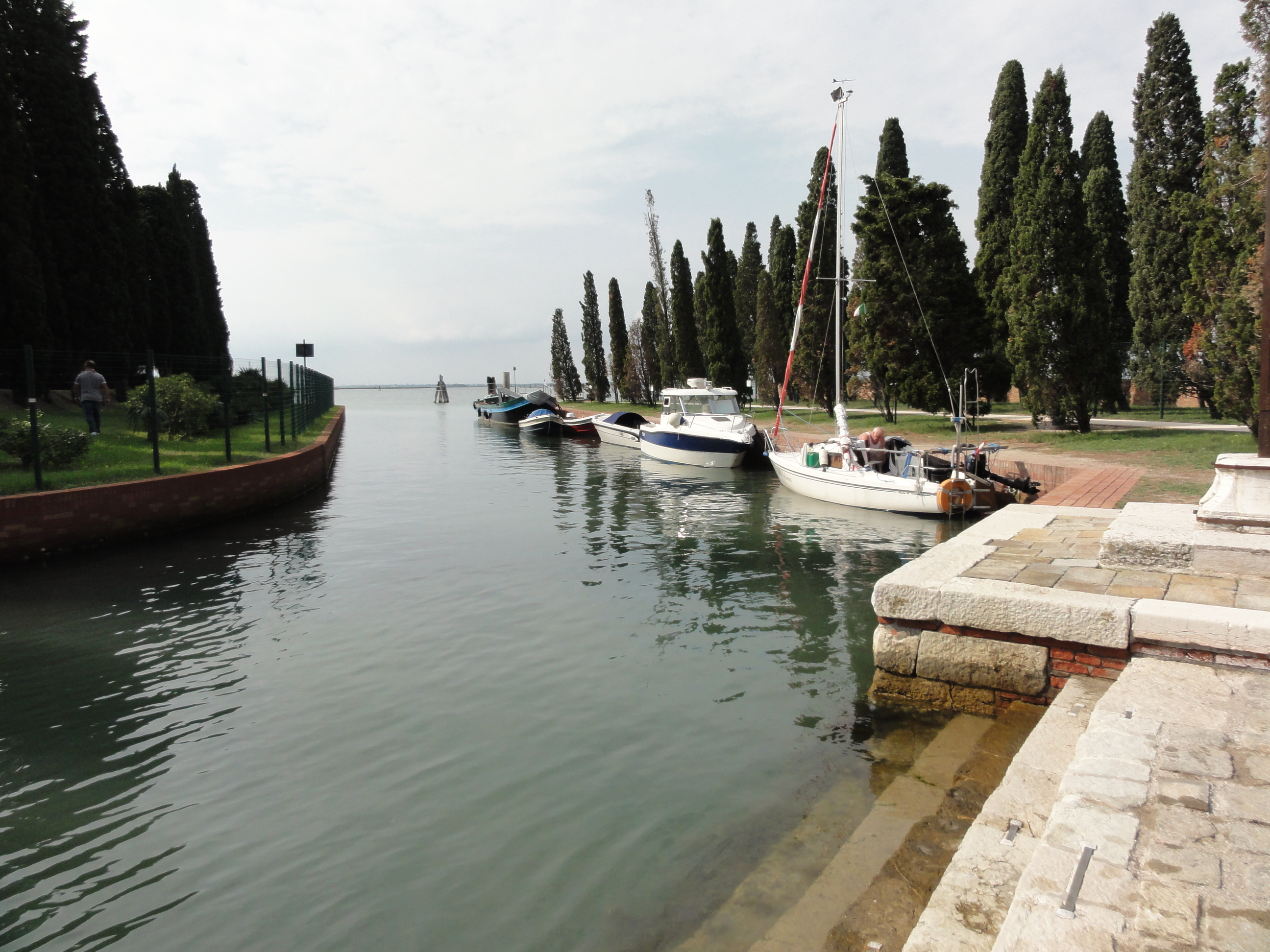
Aanlegsteiger

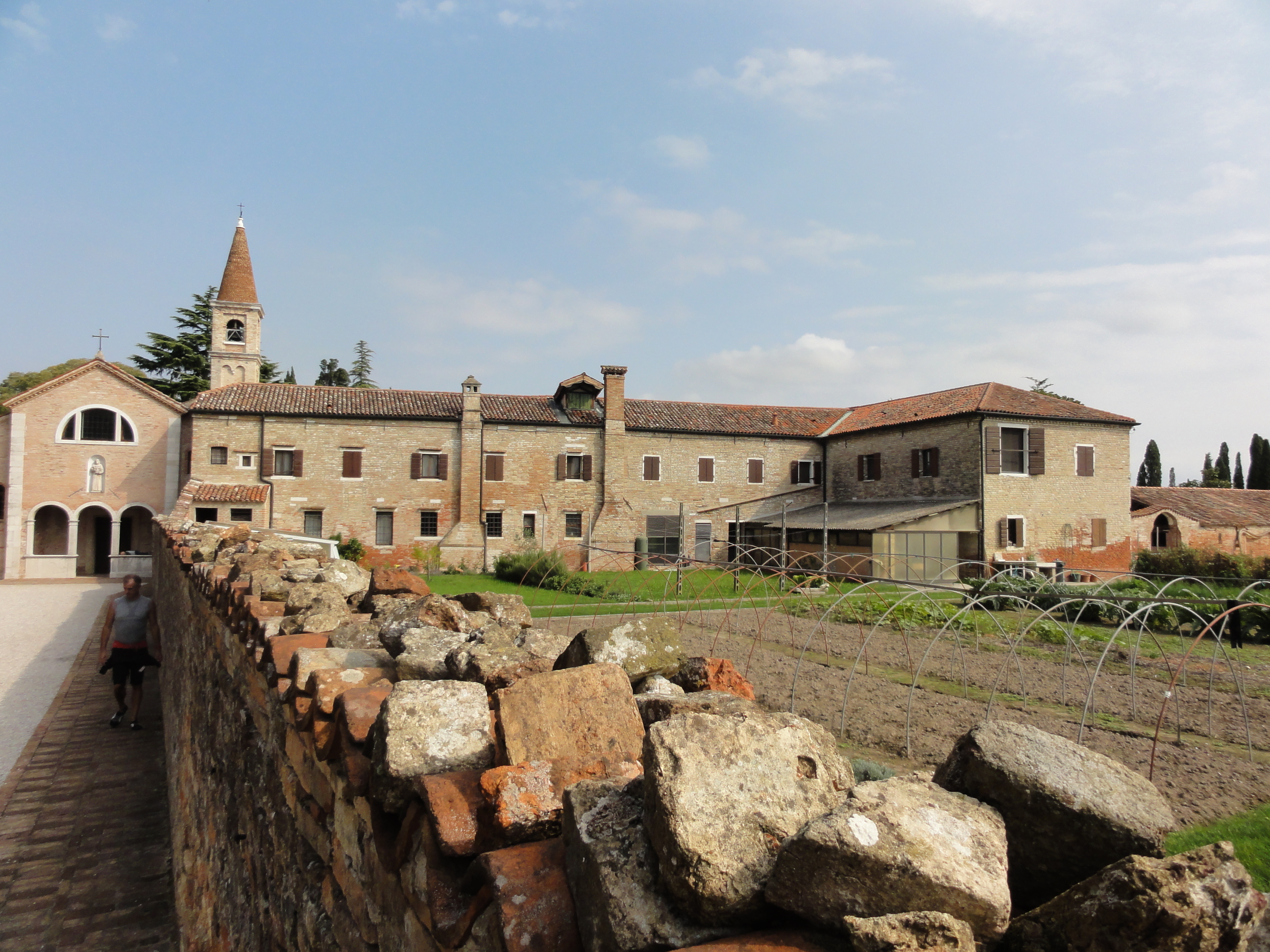
Klooster der minderbroeders, het enige gebouw op het eiland

## Naam
- San Francesco. Het eiland en het klooster zijn toegewijd aan Franciscus van Assisi, de stichter van de minderbroeders.
- Deserto. Het eiland was enkele jaren verlaten in de 15e eeuw door de ongezonde vochtigheid en door malaria. Sindsdien voegen de Venetianen Deserto of woestijn toe aan de naam.

## Historiek

### Romeins huis
Het eiland kende een bewoning tijdens het Romeinse keizerrijk, want resten van een woonst uit de 1e eeuw of 3e eeuw werden opgegraven.

### Klooster
Volgens verhalen van het klooster bezocht Franciscus van Assisi in 1220 het eiland. Dit bezoek zou plaats gehad hebben bij zijn terugkeer uit Egypte. Modern onderzoek heeft twijfels over zijn verblijf op het eiland. In de jaren 1220 was Jacopo Michiel de eigenaar van het eiland. Hij was een patriciër uit Venetië en verwant met de doge. In 1228 liet Michiel een kerkje bouwen, in overleg met Antonius van Padua, de provinciaal-overste van de minderbroeders. In 1233 schonk Michiel het eiland officieel aan de kloosterorde. Michiel hield wel het recht over om elk jaar in de vastentijd in een huisje te verblijven. De minderbroeders bouwden een klooster, dat ze in de loop van de 15e eeuw verlieten. Zij liepen weg van de ondraaglijke vochtigheid en de malaria die het eiland teisterde.
Paus Pius II vroeg in 1453 aan de minderbroeders om het vervallen klooster te herstellen. Er verrees een klooster in renaissancestijl. Circa 1500 gaf paus Clemens VIII het bevel het klooster over te dragen aan de recollecti, een afgescheurde tak van de minderbroeders. 

### Kazerne
De recollecti verbleven er tot 1806. In dit jaar verplichtten de Fransen, die het koninkrijk Italië bestuurden, de monniken te vertrekken naar het klooster van San Bonaventura in Venetië. Zij confisqueerden vervolgens het klooster. De dertig kloostercellen namen ze in gebruik als depot voor buskruit; het hele eiland werd een kazerne voor de napoleontische troepen.
Later in de 19e eeuw schonk keizer Frans Jozef I van Oostenrijk, koning van Lombardije-Venetië, het eiland aan Mutti, de Oostenrijks gezinde patriarch van Venetië (1856). Mutti schonk het op zijn beurt aan de minderbroeders. 

### Klooster
Zo kwamen de minderbroeders na 500 jaar terug in bezit van het eiland San Francesco del Deserto (1858). De 19e-eeuwse herstelwerken legden een crypte van hun oude kerk en hun oratorium bloot. Tijdens archeologisch onderzoek in de jaren 1961-1965 kwamen bovendien overblijfselen van een Romeins huis tevoorschijn.